# Pretérito mais-que-perfeito
O pretérito mais-que-passado ou pretérito mais-que-perfeito é um tempo verbal que se refere ao pretérito do pretérito, ou seja, descreve uma ação que ocorreu antes do pretérito perfeito. O pretérito mais-que-passado é mais comum em situações formais. Ele ocorre nas línguas portuguesa, francesa, espanhola, entre outras. Diferentemente de outros substantivos compostos por palavras de ligação, o Acordo ortográfico de 1990 preservou o hífen na palavra. O tempo verbal pode ser usado também para expressar desejo ou vontade, como nas orações: "Tomara que eu me cure desta doença", "Quem me dera ter nascido em berço de ouro", etc.

## Pretérito mais-que-perfeito composto do indicativo
Mais comum na linguagem falada, é formado quando se junta os verbos ter ou haver (flexionados no pretérito imperfeito do indicativo) com o verbo principal no particípio:
- "Eu já havia marcado um encontro com ela, quando você me convidou", pode ser reescrito como "Eu já marcara um encontro com ela, quando você me convidou".
- "Tínhamos visto uma assombração quando você chegou", pode ser reescrito como "Víramos uma assombração quando você chegou".
- "Ele já tinha estudado as lições quando os amigos chegaram", pode ser reescrito como "Ele já estudara as lições quando os amigos chegaram".[2]